# Exposed (Kiss)
Exposed är en video av Kiss, utgiven 18 maj 1987. Den innehåller en intervju med Paul Stanley och Gene Simmons blandad med musikvideor och klipp från konserter.

## Låtlista
1. "Who Wants to Be Lonely" (video)
2. "Uh! All Night" (video)
3. "I Love It Loud" (live)
4. "Deuce" (live)
5. "Strutter" (live)
6. "Beth" (live)
7. "Detroit Rock City" (live)
8. "Tears Are Falling" (video)
9. "Lick It Up" (video)
10. "All Hell's Breaking Loose" (video)
11. "I Love It Loud" (video)
12. "I Stole Your Love" – Live
13. "Heaven's on Fire" (video)
14. "Ladies Room" (live)
15. "Rock and Roll All Nite" (live)